# Дублін (аеропорт)

Вигляд терміналу 2 з гори

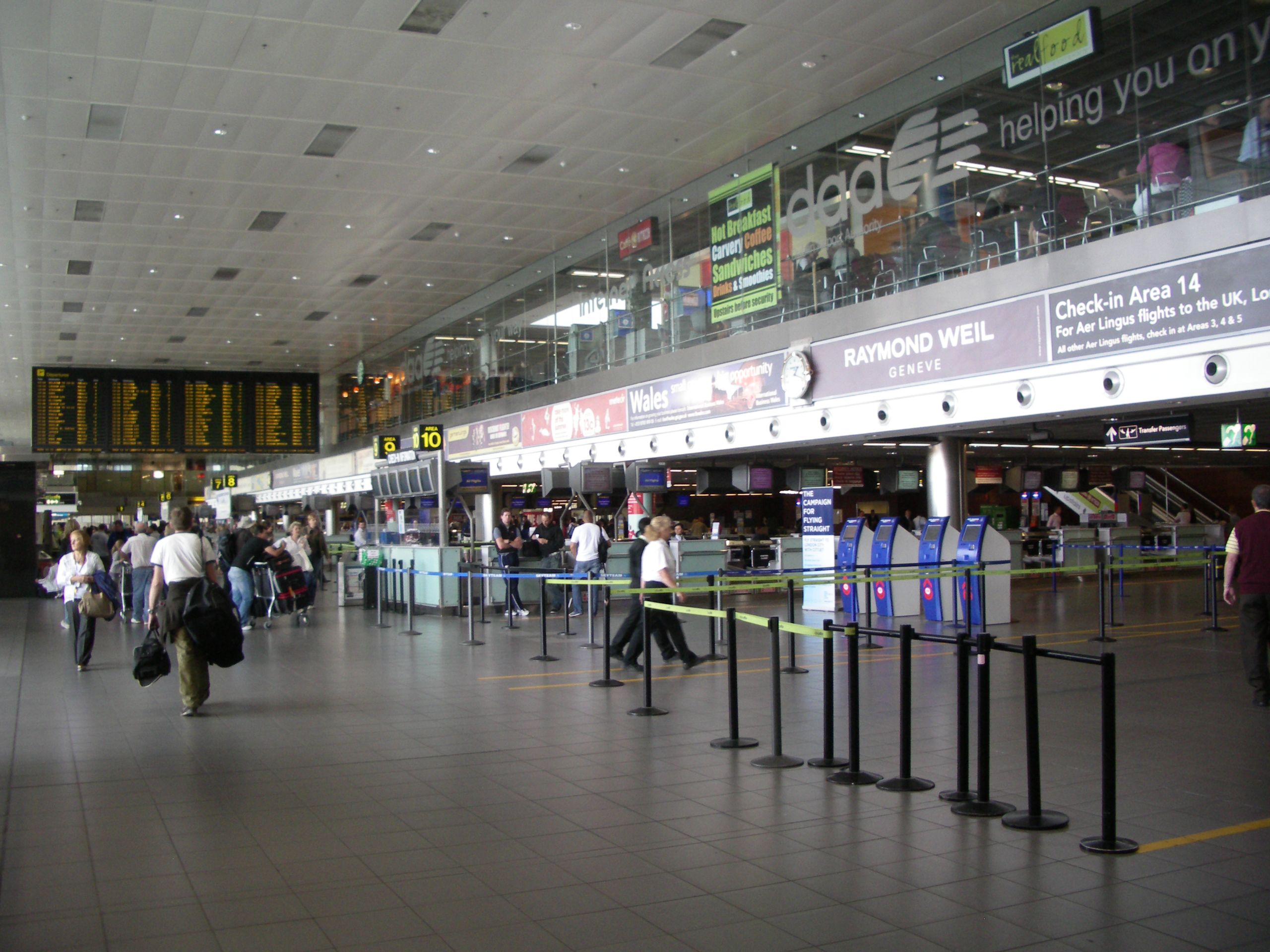
Термінал 1 зона відправлення

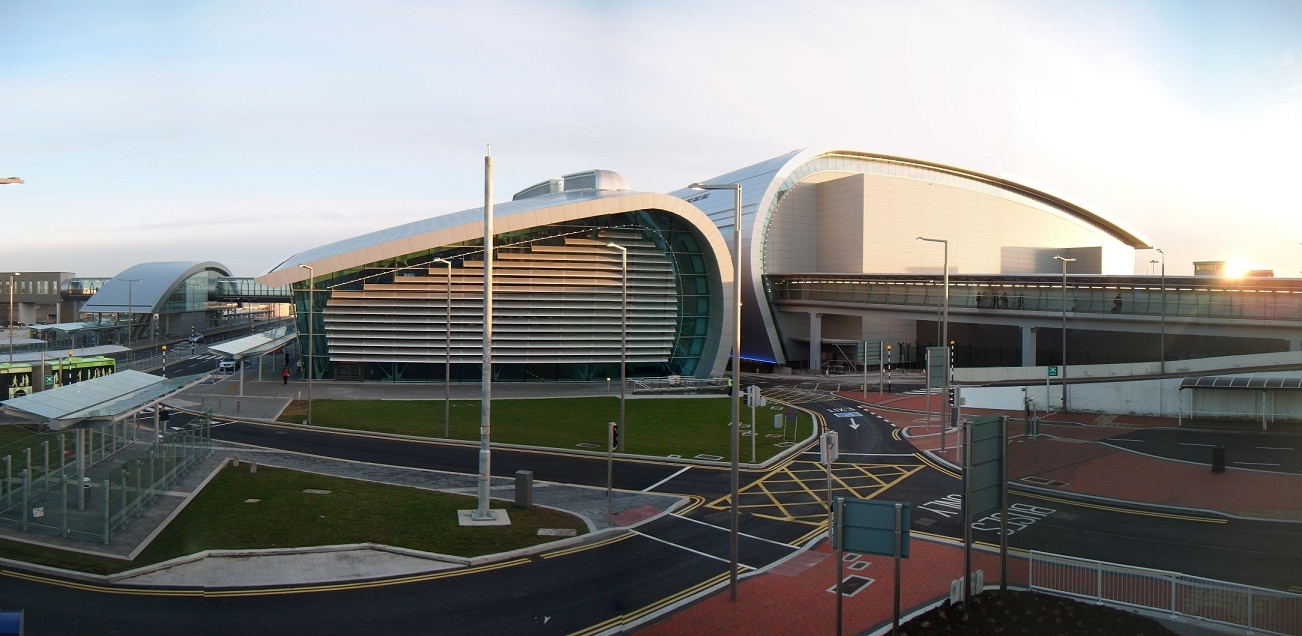
Термінал 2

Дублінський аеропорт (ірл. Aerfort Bhaile Átha Cliath, англ. Dublin Airport (IATA: DUB, ICAO: EIDW)) — міжнародний аеропорт, розташований за 11 км від центральної частини Дубліна. Аеропорт має два пасажирські термінали і є головними повітряними воротами Республіки Ірландія і острова Ірландія в цілому. Пасажиропотік становить близько 23,5 млн чоловік на рік, з них понад 95 % доводиться на міжнародні рейси.
Аеропорт є хабом для авіаліній:
- Ryanair
- Norwegian Air International
- Stobart Air
- Aer Lingus

## Історія
У 1936 році після створення в Ірландії першої цивільної авіакомпанії Aer Lingus, що спочатку виконувала свої рейси з військового аеропорту розташованого в Барданеллі, було прийнято рішення про будівництво цивільного аеропорту в Дубліні. Будівництво нового аеропорту було розпочате в 1937 році. Перший рейс з Дубліна в напрямі Ліверпуля відбувся 19 січня 1940 року. Перший термінал аеропорту був відкритий на початку 1941 року.
Після початку Другої світової війни діяльність аеропорту була значною мірою згорнута, до 1945 року виконувався єдиний регулярний цивільний рейс до Ліверпуля. У 1947 році кількість злітно-посадкових смуг була збільшена до трьох, усі вони були з бетоним покриттям.
Упродовж 1950-х років безперервно зростав обсяг перевезень. Кількість компаній що користувалися послугами аеропорту поступово збільшувалося. До 1969 року річний пасажиропотік залишався 1,7 млн чоловік, а з появою широкофюзеляжних літаків, до початку 1970-х пасажиропотік збільшився до 5 млн чоловік. У 1980-х компанія Aer Lingus ввела ряд маршрутів усередині Ірландії і маршрути до невеликих регіональних аеропортів Сполученого Королівства.
Проте великого зростання пасажиропотоку не спостерігалося, цей показник до середини 1980-х, становив близько 5,1 млн чоловік на рік. У 1993 році уряд Ірландії підписав угоду з США, яка дозволила авіакомпаніям, що користуються послугами аеропорту здійснювати трансатлантичні перельоти без дозаправки в аеропорту Шаннон. Таким чином на тлі росту економіки Ірландії в цілому, до середини 2000-х років пасажиропотік аеропорту виріс до 20 млн пасажирів на рік.

## Термінали
На кінець 2010-х в аеропорту діє 2 пасажирські термінали: № 1 і № 2, із загальною пропускною спроможністю понад 25 млн осіб щорічно.
- Термінал 1. В основному обслуговує короткі авіарейси; приймає всі рейси ірландської авіакомпанії Ryanair.
- Термінал 2. Переважно використовується для далекомагістральних рейсів, в тому числі авіакомпаній Aer Lingus, Emirates, Etihad Airways, Delta Air Lines, United Airlines тощо.

## Авіалінії та напрямки, березень 2021

### Пасажирські
| Авіакомпанія                  | Пункт призначення |
| ----------------------------- | --- |
| Aegean Airlines               | Сезонний: Афіни |
| Aer Lingus                    | Амстердам, Барселона, Берлін, Більбао, Бірмінгем, Бордо, Бостон-Логан, Брюссель, Будапешт, Чикаго-О'Хара, Дюссельдорф, Фару, Франкфурт, Женева, Гран-Канарія, Гамбург, Лансароте, Лісабон, Лондон-Гатвік, Лондон-Хітроу, Лос-Анджелес, Ліон, Мадрид, Малага, Манчестер, Мілан-Лінате, Мілан-Мальпенса, Мюнхен, New York–JFK, Ньюарк, Орландо, Париж-Шарль де Голль, Прага, Рим-Ф'юмічіно, Сан-Франциско, Сантьяго-де-Компостела, Сіетл/Такома, Тенерифе-Південний, Тулуза, Торонто-Пірсон, Венеція, Верона, Відень, Вашингтон-Даллес, Цюрих Сезонний: Аліканте, Альгеро, Афіни, Болонья, Бріндізі, Бургас, Катанія, Корфу, Дубровник, Фуертевентура, Ізмір, Марсель, Монпельє, Нант, Неаполь, Ніцца, Пальма-де-Мальорка, Перпіньян, Піза, Пула, Родос, Санторіні (з 1 травня 2021), Спліт Сезонний чартер: Кіттіля, Рованіемі, Зальцбург |
| Aer Lingus Regional           | Абердин, Бірмінгем, Бристоль, Донегол, Единбург, Глазго, Острів Мен, Керрі, Лідс/Бредфорд, Манчестер, Ньюкасл, Корнуолл Сезонний: Джерсі, Ренн |
| Aeroflot                      | Москва-Шереметьєво |
| airBaltic                     | Рига, Вільнюс |
| Air Canada                    | Торонто-Пірсон Сезонний: Монреаль-Трюдо, Ванкувер |
| Air Europa                    | Сезонний чартер: |
| Air France                    | Париж-Шарль де Голль |
| Air Moldova                   | Кишинів |
| Air Nostrum                   | Сезонний чартер: Реус |
| Air Transat                   | Сезонний: Торонто-Пірсон |
| AlbaStar                      | Сезонний чартер: Пальма-де-Мальорка, Реус |
| American Airlines             | Філадельфія Сезонний: Шарлотт, Чикаго-О'Хара, Даллас — Форт-Верт |
| Blue Air                      | Бакеу, Бухарест, Клуж-Напока |
| Blue Islands                  | Саутгемптон (з 7 червня 2021) |
| British Airways               | Лондон-Сіті, Лондон-Хітроу |
| Croatia Airlines              | Сезонний: Загреб |
| Delta Air Lines               | New York–JFK Сезонний: Атланта, Бостон-Логан |
| Eastern Airways               | Саутгемптон (з 28 березня 2021) |
| EgyptAir                      | Каїр (з 28 березня 2021) |
| El Al                         | Тель-Авів (з 4 липня 2021) |
| Emirates                      | Дубай |
| Etihad Airways                | Абу-Дабі |
| Eurowings                     | Дюссельдорф Сезонний: Кельн/Бонн |
| Finnair                       | Гельсінкі |
| FlyOne                        | Кишинів |
| Iberia Express                | Мадрид |
| Icelandair                    | Рейк'явік |
| KLM                           | Амстердам |
| Loganair                      | Тіссайд (з 28 березня 2021) |
| LOT Polish Airlines           | Варшава–Шопен |
| Lufthansa                     | Франкфурт, Мюнхен |
| Luxair                        | Люксембург Сезонний чартер: Фару |
| Norwegian Air Shuttle         | Копенгаген, Осло-Гардермуен |
| Qatar Airways                 | Доха |
| Ryanair                       | Аліканте, Амстердам, Афіни, Барселона, Барі, Базель-Мюлуз (з 1 травня 2021),, Париж-Бове, Бергамо, Берлін, Біллунн (з 3 травня 2021),, Бірмінгем, Болонья (з 29 березня 2021),, Бордо, Братислава, Бристоль, Брюссель, Бухарест, Будапешт, Бидгощ, Каркассонн, Брюссель-Шарлеруа (з 29 березня 2021), Кельн/Бонн, Копенгаген, Східний Мідландс, Единбург, Ейндговен, Фару, Франкфурт, Фуертевентура, Гданськ, Глазго, Гетеборг, Гран-Канарія, Гамбург, Катовиці, Каунас, Київ-Бориспіль (з 2 травня 2021),, Краків, Лансароте, Лідс/Бредфорд, Лісабон, Ліверпуль, Лондон-Гатвік, Лондон-Лутон, Лондон-Саутенд, Лондон-Станстед, Люблін (з 1 травня 2021),, Мадрид, Малага, Мальта, Манчестер, Марсель, Марракеш, Мілан-Мальпенса, Мюнхен, Мурсія-Сан-Хавьєр, Неаполь, Ньюкасл, Ніцца, Паланга (з 30 березня 2021),, Пафос, Порту, Познань, Прага, Рига, Рим-Чіампіно, Ряшів (з 28 березня 2021), Севілья, Софія, Щецин, Тенерифе-Південний, Тулуза, Тревізо, Валенсія, Відень, Вільнюс, Варшава-Модлін, Вроцлав Сезонний: Альмерія, Біарриц, Бодрум, Кальярі, Ханья, Корфу (з 1 травня 2021),, Даламан (з 2 червня 2021), Дубровник (з 4 червня 2021),, Жирона (з 28 березня 2021),, Ібіца, Ла-Рошель, Лурд, Меммінген, Палермо, Пальма-де-Мальорка, Реус, Родез (з 4 червня 2021),, Зальцбург, Санторіні (з 1 травня 2021), Спліт, Таллінн (з 31 березня 2021), Салоніки, Задар |
| Scandinavian Airlines         | Копенгаген, Осло-Гардермуен, Стокгольм-Арланда |
| Smartwings                    | Сезонний чартер: Лансароте |
| SunExpress                    | Сезонний чартер: Ізмір |
| Swiss International Air Lines | Женева, Цюрих |
| TAP Air Portugal              | Лісабон(з 31 березня 2019) |
| Transavia France              | Париж-Орлі |
| Travel Service Airlines       | Сезонний чартер: Лансароте |
| TUI Airways                   | Сезонний чартер: Бургас, Канкун, Шамбері, Корфу, Даламан (з 20 травня 2019), Фару, Гран-Канарія, Іракліон, Ібіца, Інсбрук, Кос, Лансароте, Малага (відновлення 19 травня 2019), Пальма-де-Мальорка, Пафос (з 15 травня 2019), Реус (відновлення 3 травня 2019), Родос, Рованіемі, Зальцбург (з 29 травня 2019),, Тенерифе-Південний, Тулуза, Турин, Верона (з 25 травня 2019) , Закінф |
| Tunisair                      | Сезонний чартер: Монастір (з 13 червня 2019) |
| Turkish Airlines              | Стамбул-Ататюрк |
| United Airlines               | Ньюарк Сезонний: Чикаго-О'Хара, Вашингтон-Даллес |
| Vueling                       | Барселона |
| WestJet                       | Сезонний: Калгарі (з 1 червня 2019), Галіфакс (з 30 квітня 2019) |
| WOW air                       | Рейк'явік |

### Вантажні
| Авіакомпанія     | Пункт призначення                     |
| ---------------- | ------------------------------------- |
| Air France Cargo | Чикаго-О'Хара, Париж-Шарль де Голль   |
| Bluebird Nordic  | Льєж, Рейк'явік                       |
| DHL Aviation     | Східний Мідландс                      |
| FedEx Express    | Париж-Шарль де Голль, Лондон-Станстед |
| Star Air         | Кельн/Бонн, Шаннон                    |

## Статистика
|  |
|  |

| Рік | Пасажирообіг | Зміни Пасажирообігу YoY % |
| --- | ------------ | ------------------------- |
| 1998 | 11,641,100   | –                         |
| 1999 | 12,802,031   | ▲09.9                     |
| 2000 | 13,843,528   | ▲08.1                     |
| 2001 | 14,333,555   | ▲03.5                     |
| 2002 | 15,084,667   | ▲05.2                     |
| 2003 | 15,856,084   | ▲05.1                     |
| 2004 | 17,138,373   | ▲08.1                     |
| 2005 | 18,450,439   | ▲07.7                     |
| 2006 | 21,196,382   | ▲014.9                    |
| 2007 | 23,287,438   | ▲09.9                     |
| 2008 | 23,466,711   | ▲00.8                     |
| 2009 | 20,503,677   | ▼012.6                    |
| 2010 | 18,431,064   | ▼010.1                    |
| 2011 | 18,740,593   | ▲01.7                     |
| 2012 | 19,099,649   | ▲01.9                     |
| 2013 | 20,166,783   | ▲05.6                     |
| 2014 | 21,711,967   | ▲07.7                     |
| 2015 | 25,049,319   | ▲015.4                    |
| 2016 | 27,907,384   | ▲011.4                    |
| 2017 | 29,582,308   | ▲06.0                     |
| 2018 | 31,495,604   | ▲06.5                     |
| 2019 | 32,907,673   | ▲04.0                     |
| 2020 | 7,267,240    | ▼077.8                    |
| 2021 | 8,266,271    | ▲ 13.7                    |
| 2022 | 27,787,556   | ▲ 236.2                   |
| Sources: 1998–2001 – Aer Rianta 2002–2006 – DAA 2007–2011 – DAA 2012–2016 – DAA 2017–2018 – DAA2019 - RTE 2020 - CSO 2021-2022 - CSO |              |                           |

## Транспорт

### Автобуси
- Міські 41, 41b і 102 (вартість квитка близько 3 €) — дешеві і повільні.
- Автобуси Airlink № № 747, 748. Вирушають з аеропорту в центр що 15 хвилин. Прямують без зупинок. Вартість квитка — 6 €, купувати у водія або на інформаційних стійках аеропорту.
- Автобуси Aircoach. Прямують у віддалені райони. Днем курсують що 10 хвилин, увечері — що 20-25 хвилин, вночі — що години. Вартість квитка — 7 €. Проїзні не дійсні.